# Henri Jordany
Henri Jordany (* 18. September 1798 in Puimoisson; † 25. Oktober 1887 in Riez) war ein französischer römisch-katholischer Geistlicher und Bischof.

## Leben und Karriere

### Der Priester
Joseph-Antoine-Henri Jordany stammte aus der Gegend von Riez (Département Alpes-de-Haute-Provence, Bistum Digne). Er durchlief das Seminar in Digne und wurde 1821 zum Priester geweiht. Nach 34 Jahren Amtserfahrung stieg er 1855 im Alter von 57 Jahren zum Bischof von Fréjus auf. 

### Bischof von Fréjus
Er ließ 1858 in Saint-Maximin-la-Sainte-Baume die Krypta mit den Reliquien der heiligen Maria Magdalena restaurieren und förderte 1859 die Wiederbesiedelung des dortigen Dominikanerklosters. 1859 kaufte er für das Bistum die Insel Saint-Honorat vor Cannes mitsamt den Ruinen der Abtei Lérins und siedelte dort zuerst die 1841 von Gabriel Deshayes gegründeten Frères agricoles de Saint-François d’Assise an, ab 1861 die von Charles Fissiaux (1806–1867) gegründete Congrégation de saint-Pierre-aux-Liens, die sich der Wiedereingliederung junger Straffälliger widmete, und endgültig 1869 die Zisterzienser-Kongregation von Marie-Bernard Barnouin, die er von ihrer Tochtergründung Ségriès her kannte und die noch heute in Lérins ist. 
1865 gründete er eine der ersten Bistumszeitschriften Frankreichs, La Semaine religieuse du diocèse de Fréjus, die bis 1959 erschien. Als Toulon 1865 neuerlich von einer Choleraepidemie heimgesucht wurde, die auch Priester das Leben kostete, machte er sich durch persönlichen Einsatz um die Stadt verdient. 1870 nahm er am Ersten Vatikanischen Konzil teil. Als Unterstützer des Syllabus Pius’ X. war er dort auch ein starker Befürworter der päpstlichen Unfehlbarkeit und Verteidiger des Kirchenstaates.

### Ruhestand und Tod
1876 trat er aus Altersgründen von seinem Amt zurück und verbrachte den Ruhestand in seiner Heimat. Er starb 1887 in Riez im Alter von 89 Jahren und wurde in der früheren Kathedrale von Riez beigesetzt.

### Wahlspruch und Ehrungen
Jordanys bischöflicher Wahlspruch lautete: In verbo tuo laxabo rete. (Auf dein Wort hin werde ich die Netze auswerfen). Er war Ritter der Ehrenlegion.